# Świekatowo
Świekatowo (niem. Schwekatowo, 1942–1945 Schweike) – wieś borowiacka w Polsce położona w województwie kujawsko-pomorskim, w powiecie świeckim, w gminie Świekatowo na trasie magistrali węglowej Maksymilianowo – Kościerzyna – Gdynia.
W latach 1975–1998 miejscowość administracyjnie należała do województwa bydgoskiego. Miejscowość od 2 kwietnia 1991 roku jest siedzibą gminy Świekatowo. Wcześniej, od 1973 roku należała do gminy Bukowiec. Według Narodowego Spisu Powszechnego z 2021 liczyła 1410 mieszkańców. Jest największą miejscowością gminy Świekatowo.

## Części wsi
| SIMC    | Nazwa              | Rodzaj    |
| ------- | ------------------ | --------- |
| 1031190 | Czajkowo           | część wsi |
| 1031215 | Kamienna Góra      | część wsi |
| 1031333 | Świekatówek        | część wsi |
| 1031340 | Świekatówko        | część wsi |
| 1031327 | Świekatowskie Pole | część wsi |

## Historia
- Najstarsza wzmianka o miejscowości pojawia się w 1277 roku w łacińskim dokumencie, pod postacią villam Sechotouo. Od XVII wieku występuje pod nazwą Świekotowo. Jest to nazwa dzierżawcza, od imienia właściciela miejscowości, prawdopodobnie Siechota, Świechota lub Świekota.
- Najprawdopodobniej na początku XIV wieku w Świekatowie utworzona została samodzielna parafia. Pierwszym znanym proboszczem jest ks. Fryczko (1325 rok).
- W 1339 roku wieś otrzymała przywilej lokacyjny wedle prawa magdeburskiego z rąk biskupa Macieja z Gołańczy.
- W 1. połowie XV wieku wieś, będąca ważną częścią posiadłości biskupich, doznaje ogromnych szkód za sprawą konfliktu z Krzyżakami.
- W 1772 roku Świekatowo weszło w skład zaboru pruskiego, gdzie posiadało status gminy. Od 1873 roku było również siedzibą wójtostwa obejmującego gminy Polskie Łąki, Korytowo i Świekatowo. W 1874 roku w Świekatowie ustanowiono Urząd stanu cywilnego.
- Przedrozbiorowy rodowód ma szkoła w Świekatowie, mieściła się ona w budynku wzniesionym na początku XIX wieku przy okazji budowy kompleksu kościelnego, rolę nauczyciela pełnił tam kościelny organista. W wyniku napływu ludności niemieckiej powstała również szkoła ewangelicka.
- Wielki pożar wsi w 1802 roku zniszczył znaczną część zabudowań, włącznie z kościołem wybudowanym na początku XVII wieku.
- 3 listopada 1906 r., a następnie przez kilka dni w grudniu tegoż roku w miejscowej szkole elementarnej odbył się strajk dzieci przeciwko nauczaniu religii w języku niemieckim. Z uczestników strajku znane są nazwiska następujących dzieci: K. Kuczora, B. Malicki, W., P. Szczęśni. Strajk był elementem znacznie większej akcji biernego oporu wobec pruskich władz szkolnych, która na przełomie 1906 i 1907 r. objęła ponad 460 (!) szkół w prowincji Prusy Zachodnie, czyli przedrozbiorowe Pomorze Gdańskie, Powiśle, ziemię chełmińską i ziemię lubawską oraz część Krajny. Inspiracją dla strajków pomorskich były wcześniejsze działania dzieci w prowincji wielkopolskiej, ze słynnym strajkiem we Wrześni (1901) na czele[6].
- Przekazanie zarządu lokalnego Polakom, w wyniku uzyskania niepodległości, miało miejsce 19 stycznia 1920 roku. w 1933 roku Świekatowo staje się siedzibą jednej z 14 gmin wiejskich w powiecie świeckim. W jej skład weszły miejscowości: Jania Góra, Lipienica, Lubania-Lipiny, Niemieckie Łąki, Sucha, Świekatowo, Świekatówko, Stążki, Szewno, Szewienek, Tuszyny, Tuszynki i Zalesie Królewskie. W tym czasie miejscowość zamieszkiwana był przez około 800 osób.
- W 1923 roku powołano Towarzystwo Powstańców i Wojaków w Świekatowie, które to było najaktywniejszą organizacją społeczną miejscowości okresu międzywojennego.
- W 1925 roku z inicjatywy mieszkańców powstaje Ochotnicza Straż Pożarna w Świekatowie. Osiem lat później powstaje również żeńska sekcja OSP.
- 2 września 1939 roku w Świekatowie i okolicach dochodzi do walk 50 Pułku Piechoty Strzelców Kresowych z oddziałami Wehrmachtu, w wyniku której ginie 210 polskich żołnierzy.
- 3 września 1939 roku Niemcy dokonali egzekucji od 22[7] do 26[8] mieszkańców wsi.

## Komunikacja

### Kolej
Na terenie Świekatowa przebiegają dwie linie kolejowe. Z czego pierwsza, linia kolejowa nr 201, będąca częścią tzw. "Francuskiej" magistrali węglowej jest czynna. Szynobusy obsługiwane przez Arriva RP Sp. z o.o. zatrzymują się na przystanku Świekatowo. Natomiast na północ od Świekatowa przebiega druga, obecnie zawieszona linia kolejowa o numerze 240, łączyła ona Świecie nad Wisłą ze Złotowem. Na tej trasie istnieje nieczynna stacja kolejowa Świekatowo Wschodnie.

### Komunikacja autobusowa
Przez Świekatowo przechodzi linia autobusowa obsługiwana przez PKS. Istnieją dwie trasy przejazdu:
- Świekatowo, Szewno, Tuszyny, Bukowiec, Świecie nad Wisłą,
- Świekatowo, Lubania-Lipiny, Stążki, Bukowiec, Świecie nad Wisłą.

### Sieć drogowa
W Świekatowie krzyżują się drogi gminne i powiatowe, z Serocka do Wierzchucina, z Świekatowa do Szewna oraz z Świekatowa do Tuszyn.
Orientacyjne odległości:
- Bydgoszcz: 45 km
- Koronowo: 19 km
- Świecie nad Wisłą: 27 km
- Bukowiec: 11 km
- Serock: 7 km
- Nowy Jasiniec: 10 km
- Zalesie Królewskie: 4 km

## Sport w Świekatowie
Dominującymi w Świekatowie dyscyplinami sportowymi są piłka ręczna oraz piłka nożna. Miłośników tych dyscyplin skupiają trzy organizacje sportowe. Ponadto w zorganizowanej formie działają pasjonaci skata sportowego.
Na terenie Świekatowa funkcjonują następujące stowarzyszenia zajmujące się działalnością sportową:
- Klub Sportowy LZS Fala Świekatowo
- Uczniowski Klub Sportowy Fala Świekatowo
- Uczniowski Klub Sportowy Millennium przy Gimnazjum w Świekatowie

W Świekatowie znajduje się sala sportowa wraz z zapleczem, w 2010 roku zakończyła się budowa Stadionu Gminnego. W roku 2009 zakończyła się budowa boiska w ramach programu rządowego Orlik 2012.

## Obiekty wpisane do rejestru zabytków
- kościół parafiany pw. św. Marcina Biskupa, zbudowany w stylu barokowo-gotyckim w 1909 r., po zniszczeniach wojennych odbudowany w roku 1948, nr rej.: A/40/1-4 z 1.10.2001 r.
- plebania, koniec XIX, nr rej.: j.w.
- cmentarz przykościelny, nr rej.: j.w.
- ogrodzenie, murowano-drewniane., początek XX, nr rej.: j.w.